# Involution (Mathematik)
Involution bedeutet in der Mathematik eine selbstinverse Abbildung. Die Bezeichnung leitet sich von dem lateinischen Wort involvere „einwickeln“ ab.

## Definition
Eine Abbildung {\displaystyle f\colon A\rightarrow A} mit übereinstimmender Definitions- und Zielmenge {\displaystyle A} heißt genau dann eine Involution, wenn für alle {\displaystyle x\in A} gilt: {\displaystyle f(f(x))=x}.
Diese Forderung lässt sich auch kompakter formulieren als {\displaystyle f\circ f=\operatorname {id} _{A}} oder {\displaystyle f^{2}=\operatorname {id} _{A}}. 
Dabei bezeichnet {\displaystyle \operatorname {id} _{A}} die Identität auf {\displaystyle A}.

## Eigenschaften
- Jede Involution ist eine Bijektion und es gilt {\displaystyle f^{-1}=f}.
- Wenn {\displaystyle f\colon A\to A} und {\displaystyle g\colon A\to A} Involutionen sind, dann ist ihre Komposition {\displaystyle f\circ g} genau dann selbst eine Involution, wenn {\displaystyle f\circ g=g\circ f} gilt.
- Ist  {\displaystyle f\colon A\to A} eine Involution und {\displaystyle g\colon A\to A} eine Bijektion, dann ist die Komposition  {\displaystyle g\circ f\circ g^{-1}} ebenfalls eine Involution. Mit dieser Eigenschaft können neue Involutionen erzeugt werden.
- Ist {\displaystyle \pi } eine Bijektion der endlichen Menge {\displaystyle \mathbb {N} _{n}=\{1,\dotsc ,n\}} (also ein Element der symmetrischen Gruppe {\displaystyle S_{n}}), dann ist {\displaystyle \pi } genau dann involutorisch, wenn es sich als Produkt aus lauter disjunkten Vertauschungen schreiben lässt. Man spricht in diesem Fall von einer selbstinversen Permutation.
- Der Graph einer Involution in den Reellen Zahlen ist symmetrisch zur Winkelhalbierenden, die selbst der Graph der trivialen Involution ist. Daraus folgt, dass eine Verschiebung einer Involution entlang der Winkelhalbierenden ebenfalls eine Involution ergibt. Die Involution {\displaystyle f(x)} ist also invariant unter der Abbildung  {\displaystyle f(x)\to f(x-a)+a} mit {\displaystyle a\in \mathbb {R} }, dies ist ein Spezialfall der Komposition einer Bijektion mit der Involution und ihrer Inversen.

### Involutionen auf Vektorräumen
Sei {\displaystyle V} ein endlichdimensionaler Vektorraum über dem Körper {\displaystyle K}. 
- Eine (lineare) Selbstabbildung {\displaystyle f\in \operatorname {End} (V)} ist genau dann involutorisch, wenn das Minimalpolynom von {\displaystyle f} die Form {\displaystyle x^{2}-1}, {\displaystyle x-1} oder {\displaystyle x+1} hat. Das bedeutet insbesondere:
  - Ist die Charakteristik des Grundkörpers {\displaystyle K} von 2 verschieden, so ist jeder involutorische Endomorphismus diagonalisierbar und alle seine Eigenwerte liegen in {\displaystyle \{-1;+1\}}.
  - Jede Involution {\displaystyle f\in \operatorname {End} (V)} ist eine Darstellung der Gruppe Z/2Z in der allgemeinen linearen Gruppe GL(V).
  - Über Körpern {\displaystyle K} mit der Charakteristik 2 gibt es nicht diagonalisierbare involutorische Endomorphismen. So ist im zweidimensionalen Vektorraum {\displaystyle \mathbb {F} _{2}^{2}} durch die Matrix {\displaystyle {\begin{pmatrix}1&1\\0&1\end{pmatrix}}} eine Involution gegeben, die nicht diagonalisierbar ist.

## Beispiele

### Negatives und Kehrwert
Die Abbildungen
{\displaystyle \mathbb {R} \to \mathbb {R} ,\quad x\mapsto -x}
und
{\displaystyle \mathbb {R} ^{\times }\to \mathbb {R} ^{\times },\quad x\mapsto {\frac {1}{x}}}
sind Involutionen, denn es gilt
{\displaystyle -(-x)=x} für alle {\displaystyle x\in \mathbb {R} }
und
{\displaystyle {\frac {1}{1/x}}=x} für alle {\displaystyle x\neq 0}.
Ist allgemein {\displaystyle G} eine abelsche Gruppe, so ist die Abbildung {\displaystyle g\mapsto -g} (bei additiver Schreibweise) bzw. {\displaystyle g\mapsto g^{-1}} (bei multiplikativer Schreibweise) ein Gruppenautomorphismus und eine Involution. Für eine nichtabelsche Gruppe ist diese Abbildung zwar auch eine Involution, aber kein Gruppenhomomorphismus (gleichwohl ein Gruppen-Antihomomorphismus).

### Logik
Die Negation in der klassischen Logik ist ebenfalls eine Involution, denn es gilt:
{\displaystyle \forall x(\lnot \lnot x\leftrightarrow x)}

### Die komplexe Konjugation
Beim Rechnen mit komplexen Zahlen ist das Bilden der konjugiert-komplexen Zahl eine Involution:
Für eine komplexe Zahl {\displaystyle z=a+b\mathrm {i} } mit {\displaystyle a,b\in \mathbb {R} } ist die konjugiert-komplexe Zahl
{\displaystyle {\bar {z}}=z^{*}=a-b\mathrm {i} .}
Nochmalige Ausführung der Konjugation liefert
{\displaystyle {\overline {\overline {z}}}=z^{**}=a+b\mathrm {i} =z}.

### Die Quaternionen-Konjugation
Zur Quaternion
{\displaystyle x=x_{0}+x_{1}\mathrm {i} +x_{2}\mathrm {j} +x_{3}\mathrm {k} }
mit {\displaystyle x_{0},x_{1},x_{2},x_{3}\in \mathbb {R} } wird die konjugierte Quaternion durch
{\displaystyle {\bar {x}}=x_{0}-x_{1}\mathrm {i} -x_{2}\mathrm {j} -x_{3}\mathrm {k} }
gebildet. Wegen der Umkehrung der Reihenfolge (wichtig bei nicht-kommutativen Ringen!) der Faktoren bei der Multiplikation
{\displaystyle {\overline {x\cdot y}}={\bar {y}}\cdot {\bar {x}}}
wird diese Konjugation als Antiautomorphismus bezeichnet.
Nochmalige Ausführung der Konjugation liefert
{\displaystyle {\overline {\overline {x}}}=x.}
Sie ist also eine Involution.
Beide Eigenschaften zusammen ergeben einen involutiven Antiautomorphismus.

### Das Transponieren von Matrizen
In der Menge {\displaystyle R^{n\times n}} der quadratischen Matrizen über einem Ring {\displaystyle R} ist das Transponieren
{\displaystyle \cdot ^{T}\colon R^{n\times n}\rightarrow R^{n\times n}}, {\displaystyle A\mapsto A^{T}}
eine Involution. Da {\displaystyle R^{n\times n}} ein Ring ist, sogar ein involutiver Antiautomorphismus.
Aus dieser Eigenschaft folgt zusammen mit der Selbstinversität der komplexen Konjugation, dass das Adjungieren einer Matrix eine Involution ist.

### Rechnen in F2
In der additiven Gruppe des Restklassenkörpers {\displaystyle \mathbb {F} _{2}} ist die Abbildung {\displaystyle x\mapsto x+1} eine Involution:
{\displaystyle (x+1)+1=x.}

### Geometrie
In der Geometrie sind Punkt- und Geradenspiegelungen Involutionen.

### Involutorische Chiffren
Involutorische Chiffren weisen die Eigenart auf, dass der Algorithmus zum Verschlüsseln und zum Entschlüsseln identisch ist. Sie sind damit besonders bequem zu handhaben. Ein einfaches Beispiel aus der Kryptologie ist die Verschiebechiffre ROT13, bei der zur Verschlüsselung jeder Buchstabe durch den um 13 Stellen im Alphabet verschobenen Buchstaben ersetzt wird. Die zweimalige Anwendung dieser Methode ergibt eine Verschiebung um 26 Buchstaben und damit wieder den ursprünglichen Klartext. In der Geschichte gab es aber auch wesentlich komplexere involutorische Verschlüsselungsverfahren. Das wohl bekannteste Beispiel ist die deutsche Verschlüsselungsmaschine ENIGMA, die im Zweiten Weltkrieg im Nachrichtenverkehr des deutschen Militärs verwendet wurde.
Die logische Funktion Exklusives Oder ist ebenfalls selbstinvers und wird daher unter anderem in Verschlüsselungsalgorithmen wie One Time Pad eingesetzt.

## Körperinvolution
Unter einer Körperinvolution versteht man üblicherweise eine Involution, die zugleich ein Körperautomorphismus ist.
Von einer Körperinvolution {\displaystyle \sigma } über einem Körper {\displaystyle K} fordert man also
{\displaystyle \sigma ^{2}=\operatorname {id} _{K}}
sowie für alle {\displaystyle a,b\in K}
{\displaystyle \sigma (a+b)=\sigma (a)+\sigma (b)}
und
{\displaystyle \sigma (ab)=\sigma (a)\sigma (b).}
Die bekannteste nichttriviale Körperinvolution ist die Konjugation über den komplexen Zahlen. Aus diesem Grund benutzt man für eine Körperinvolution oft die gleiche Schreibweise wie für die komplexe Konjugation: Anstelle von {\displaystyle \sigma (a)} wird häufig {\displaystyle {\overline {a}}} geschrieben.
Ein anderes Beispiel ist der Automorphismus des Körpers
{\displaystyle \mathbb {Q} \left({\sqrt {2}}\right)=\left\{a+b{\sqrt {2}}\mid a,b\in \mathbb {Q} \right\},}
der durch
{\displaystyle a+b{\sqrt {2}}\mapsto a-b{\sqrt {2}}}
definiert ist. Man beachte, dass er im Unterschied zur komplexen Konjugation den Betrag nicht erhält:
{\displaystyle |7-5{\sqrt {2}}|\approx 0{,}1,} aber {\displaystyle |7+5{\sqrt {2}}|\approx 14{,}1.}